# NGC 632
NGC 632 је лентикуларна галаксија у сазвежђу Рибе која се налази на NGC листи објеката дубоког неба.
Деклинација објекта је + 5° 52' 38" а ректасцензија 1h 37m 17,5s. Привидна величина (магнитуда) објекта NGC 632 износи 12,4 а фотографска магнитуда 13,4. Налази се на удаљености од 46,6000 милиона парсека од Сунца. NGC 632 је још познат и под ознакама UGC 1157, MCG 1-5-10, MK 1002, CGCG 412-8, IRAS 01346+0537, PGC 6007.